# Polyakryláty
Polyakryláty jsou polymery vzniklé z derivátů kyseliny akrylové. Používají se v kosmetice, například jako součást laků na nehty.

## Monomery

Kyselina akrylová

Methylmethakrylátová skupina

Akrylonitril

Monomery používané při výrobě polyakrylátů mají strukturu odvozenou od kyseliny akrylové,, jejich molekuly jsou většinou složeny z vinylové skupiny a esterového či nitrilového konce. Příkladem může být methylmethakrylát (obsahující esterovou skupinu) nebo akrylonitril (s nitrilovou skupinou).
Dalšími monomery jsou:
- Methakryláty[5]
- Methylakrylát
- Ethylakrylát
- 2-Chlorethylvinylether
- 2-Ethylhexylakrylát
- (Hydroxyethyl)methakrylát
- Butylakrylát
- Butylmethakrylát
- Trimethylolpropantriakrylát (TMPTA)

## Akrylové elastomery
Jako akrylové elastomery se souhrnně označují syntetické kaučuky, jejichž hlavními složkami jsou estery kyseliny akrylové.
Dělí se na dva druhy, „starý“ a „nový“ ; do „starého“ patří například ACM (kopolymer esteru kyseliny akrylové a 2-chlorethylvinyletheru) a ANM (kopolymer esteru kyseliny akrylové a akrylonitrilu). Tyto polymery mají podobné vlastnosti, ANM je pouze poněkud odolnější vůči vodě.
K hlavním vlastnostem akrylových kaučuků patří odolnost vůči minerálním olejům a vysokým teplotám; tyto materiály odolávají teplotám kolem 170–180 ℃ při zahřívání v suchém prostředí i v olejích. Jelikož jejich molekuly neobsahují dvojné vazby, tak akrylové kaučuky dobře odolávají vlivům počasí a ozónu. Nejsou však tak odolné vůči nízkým teplotám.
Používají se na výrobu těsnění a obalů do automobilů.

## Využití
- Výroba polyakrylátových emulzí, používaných jako složky barev
- Výroba akrylátových barev
- Polyakrylonitrilová vlákna
- Výroba polyakrylátu sodného používaného v jednorázových plenách k absorpci vody
- Kyanoakrylátová lepidla
- Složky kosmetických přípravků

## Podobné polymery
- Polyvinylacetátová emulzní lepidla se vyrábějí z kopolymerů vinylacetátu a kyseliny akrylové.
- Polyakrylamid
- Polymethylmethakrylát